# Rodrigo Batata
Rodrigo Batata (sinh ngày 10 tháng 9 năm 1977) là một cầu thủ bóng đá người Brasil.

## Sự nghiệp câu lạc bộ
Rodrigo Batata đã từng chơi cho Yokohama Flügels.

## Thống kê câu lạc bộ

### J.League
| Đội              | Năm       | J.League | J.League | J.League Cup | J.League Cup | Tổng cộng | Tổng cộng |
| Đội              | Năm       | Trận     | Bàn      | Trận         | Bàn          | Trận      | Bàn       |
| ---------------- | --------- | -------- | -------- | ------------ | ------------ | --------- | --------- |
| Yokohama Flügels | 1995      | 22       | 5        | -            | -            | 22        | 5         |
| Tổng cộng        | Tổng cộng | 22       | 5        | 0            | 0            | 22        | 5         |